# Perejil
Isla de Perejil (anglicky Parsley Island; arabsky ليلى‎ Leila, „noc“) je malý, kamenitý ostrov, nacházející se v Gibraltarské úžině 250 m od pobřeží Maroka a 5 km od Ceuty. Španělsko ho považuje za svůj ostrov. Maroko ho naopak od Španělska požaduje, protože není zaznamenán ve Smlouvě o marocké nezávislosti.

## Původ názvu
Název ostrova Perejil (španělsky petržel) není odvozen od názvu rostliny, ale od jména „Perez Gil“, což byl majitel či dobyvatel ostrova. Název Leila podle obyvatel oblasti původně vznikl ze zrychlené výslovnosti španělského „la isla“ jako „laila“.

## Dějiny
V roce 1415 ostrov obsadili Portugalci. V letech 1580–1640 bylo Portugalsko sjednoceno se Španělskem. Od roku 1668 je ostrov pod kontrolou Španělska, ale Maroko jej stále požaduje. Od 11. července 2002 byl ostrov okupován marockými jednotkami, ty však byly bez krveprolití krátce na to nahrazeny španělskými námořními jednotkami. Španělsko 20. července 2002 souhlasilo se stažením svých jednotek, když Maroko ostrov nebude nadál využívat.
Ostrov Perejil je neobývaný, maročtí pastýři ho sezónně využívají k pastvě koz. Marocká vláda uvádí, že ostrov využívají teroristé a pašeráci, ale ve skutečnosti ho používají maročtí převaděči migrantů. Marocká vláda ostrov využívá jen jako prostředek diplomatického tlaku na Španělsko.

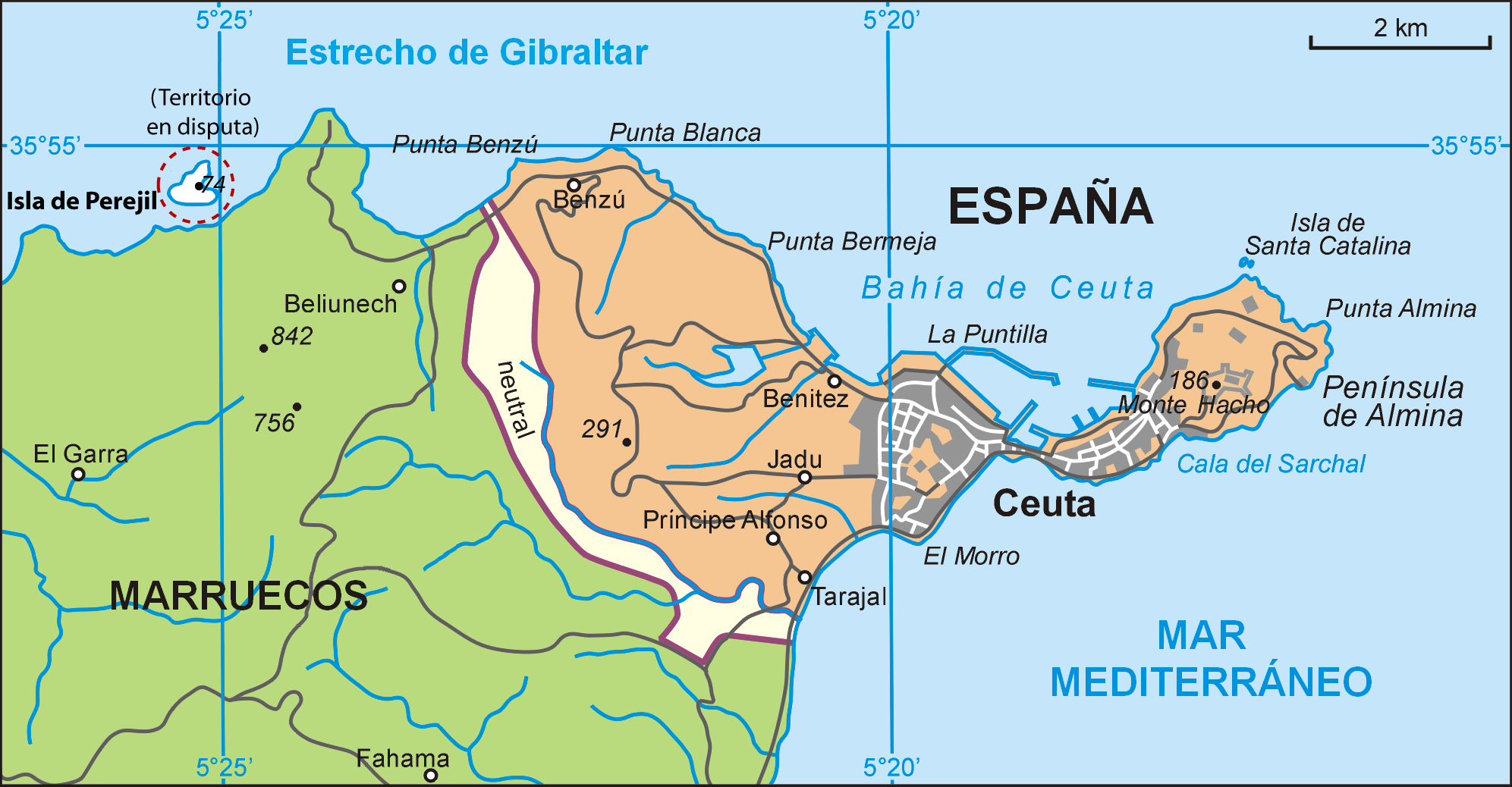
Isla Perejil ve vztahu k Ceutě

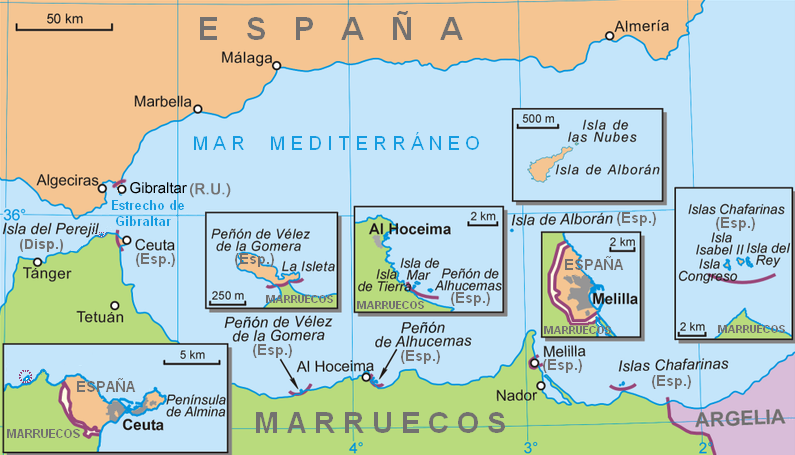
Španělské exklávy v severní Africe